# Chiesa di Sant'Osvaldo (Campo di Trens)
La chiesa di Sant'Osvaldo (in tedesco Kirche zum Hl. Oswald) è la parrocchiale di Mules (Mauls), frazione di Campo di Trens (Freienfeld), in provincia autonoma di Bolzano. Appartiene al decanato di Vipiteno della diocesi di Bolzano-Bressanone e risale al XIV secolo.

## Storia

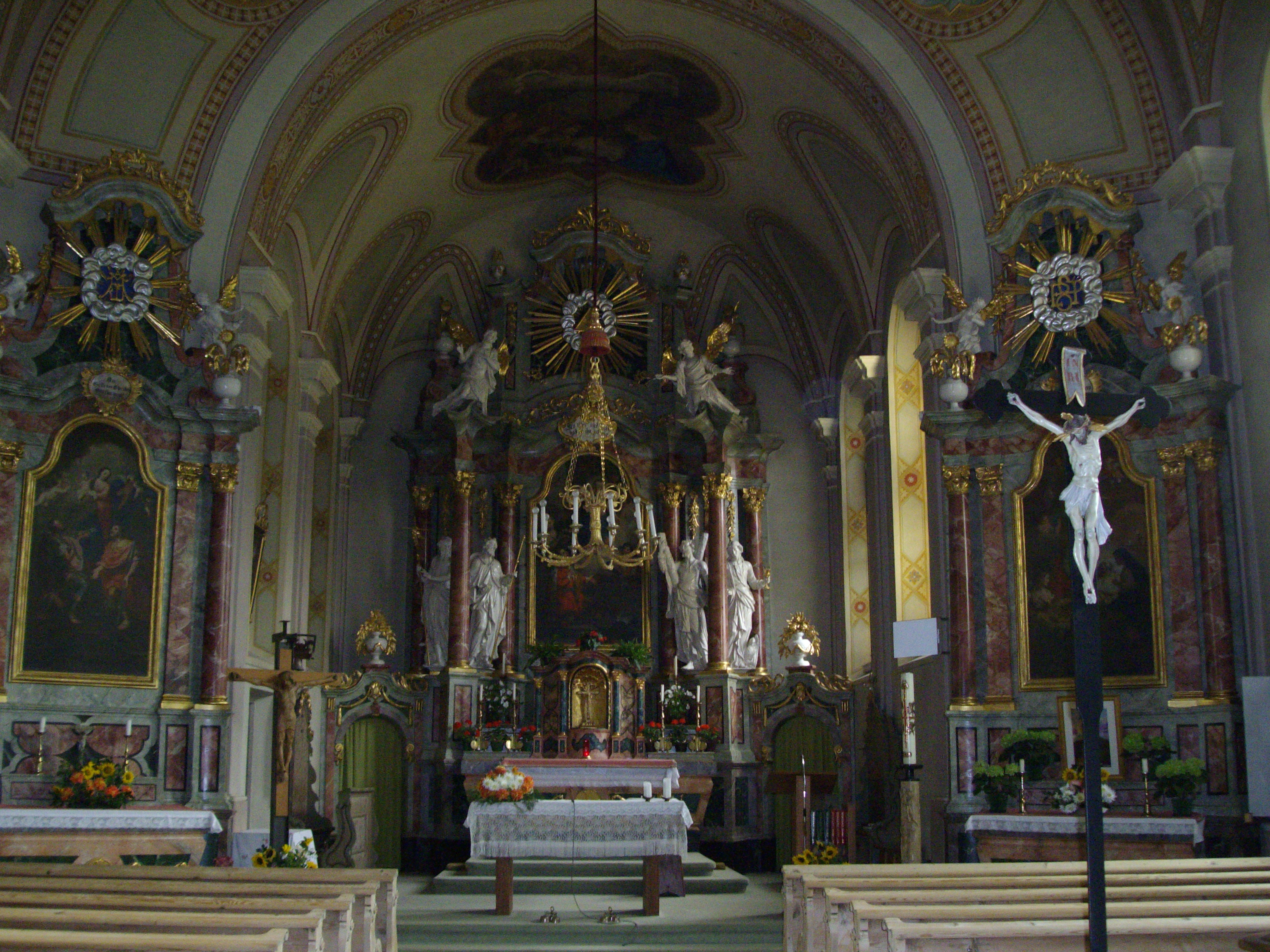
Interno della sala con altare maggiore e due altari laterali

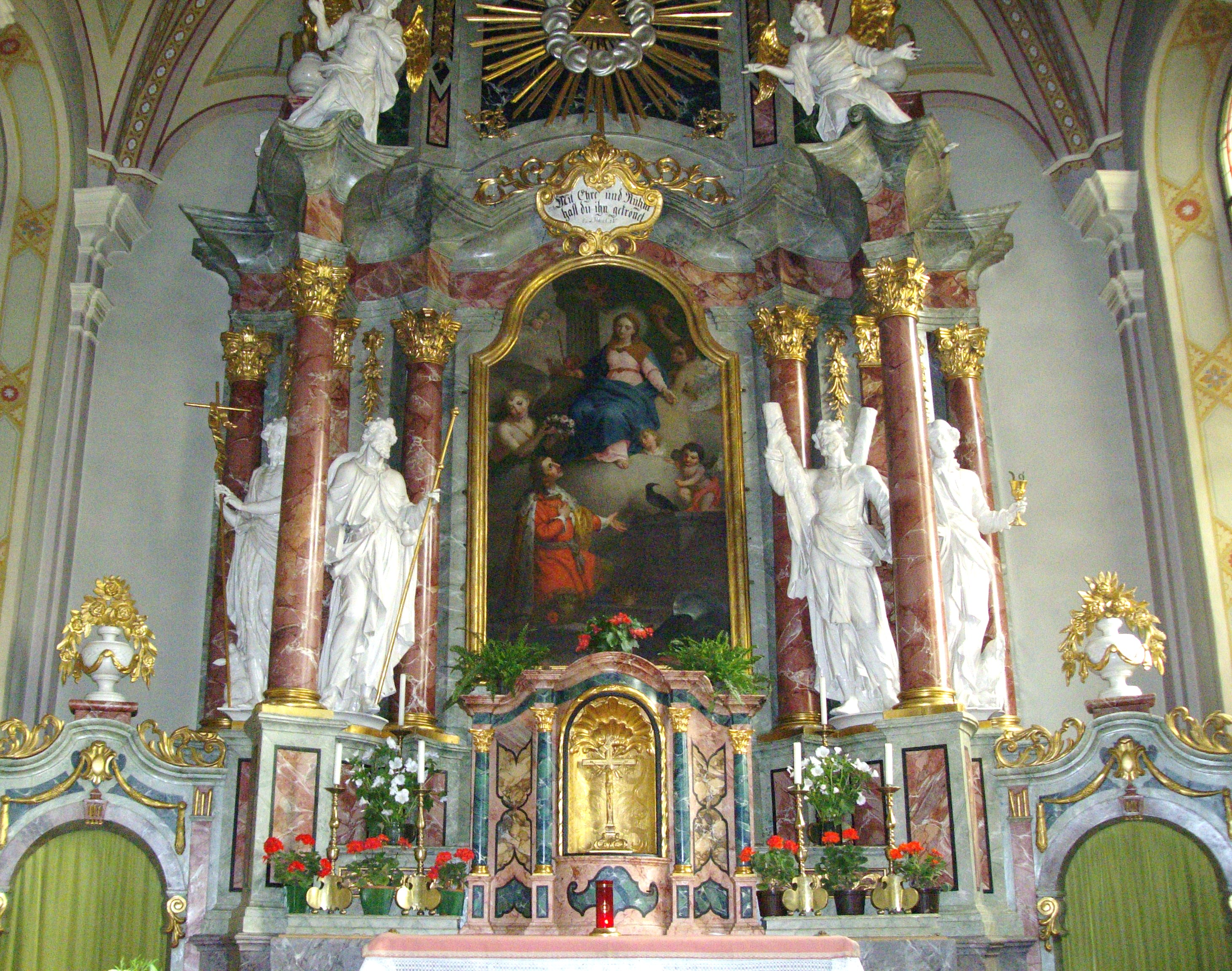
Altare maggiore.

Il principale luogo di culto con dedicazione al re santo Osvaldo di Northumbria nella frazione di Mules venne edificato nel 1329, e a quell'anno corrisponde anche la sua prima menzione su un documento. Tra gli anni 1827 e 1830 l'edificio originale venne ricostruito in stile rococò.

## Descrizione

### Esterno
La chiesa di Sant'Osvaldo si trova nella frazione di Mules, nell'area del cimitero della comunità. La facciata a capanna con due spioventi è semplice. La torre campanaria si alza sulla destra della struttura, in posizione arretrata e vicino alla strada principale del paese. La cella campanaria si apre con quattro finestre a bifora in una cornice incavata a sesto acuto. Sulla faccia esposta a sud c'è la meridiana e la copertura è particolarmente acuta.

### Interno
La navata interna è unica, abbastanza luminosa e ricca di decorazioni, realizzate dopo la sua ricostruzione della prima metà del XIX secolo. Sono particolarmente elaborati l'altare maggiore e i due altari laterali.
Autori degli affreschi sulle volte e delle pale d'altare sono gli artisti Josef Renzler, Anton Sieß e Franz Plattner.